# Florence Brunet
Pour les articles homonymes, voir Brunet.
Florence Brunet est une actrice française née le 1er avril 1959 à Toulon et morte le 14 octobre 2008 à Saint-Zacharie des suites d'une longue maladie.

## Biographie
Florence Brunet est élève au conservatoire de Marseille quand elle est engagée pour son premier spectacle, La Ville d’or, de François Bourgeat.
Elle obtient son certificat du Conservatoire national supérieur d'art dramatique en 1985.
En 1987, elle joue dans La Périchole mis en scène par Olivier Desbordes, avec notamment Dalila Khatir et Eric Perez.
Elle est connue pour avoir notamment joué dans le feuilleton Plus belle la vie en tenant le rôle de la première Astrid Tailleroche (femme de Charles Frémont et mère de Céline, Juliette et Julien Frémont). Elle est remplacée dans ce rôle dès l'épisode no 201 du 6 juin 2005 (saison 1) par l'actrice Laure Sirieix.
Au début de la saison 5 de Plus belle la vie, l'épisode no 1067 du 14 octobre 2008 lui est dédié.

## Filmographie
- 1983 : Les Cinq Dernières Minutes (épisode Meurtre sans pourboire) série télévisée de Jean Chapot
- 1984 : Les Cerfs-volants : Mariette (TV)
- 1986 : La Petite Roque
- 1987 : Lévy et Goliath
- 1991 : Mohamed Bertrand-Duval : assistante médecin
- 1992 : Mademoiselle Fifi (TV)
- 1992 : Le Serpent vert (TV)
- 1995 : Cœur de père : directice d'école (TV)
- 1995 : L'Instit (TV)[2], épisode 3-04, Aimer par cœur, de Pierre Lary : Denise
- 1996 : Une mère en colère : Mme Walter (TV)
- 1996 : Pigeon volé : infirmière labo #2 (TV)
- 2001 : Docteur Sylvestre : Jeannette (TV)
- 2004 : Le Menteur de Philippe de Broca : infirmière chef (TV)
- 2004 : Sous le soleil (saison 9, épisode 16 : Valentine enchaînée) : cliente
- 2004 : Sous le soleil (saison 9, épisode 12 : Le Prix de l'amour) : cliente Grand Hôtel
- 2005 : Plus belle la vie (saison 1) : Astrid Frémont #1 (50 épisodes)
- 2006 : Le Détective - épisode Contre-enquête : Odile Borel (TV)

## Théâtre
- 1981 : Oh ! Scapin l'impromptu de Marseille de Marcel Maréchal et Les Fourberies de Scapin de Molière, mise en scène Marcel Maréchal, Théâtre de la Criée
- 1981 : Une ville d'or d'après Noé de Jean Giono, mise en scène Jean-Pierre Raffaëli, Théâtre de la Criée
- Lorenzaccio : Mère de Lorenzo
- La Coulée
- L'Opéra éclaté - St Céret, La Traviata, Les Noces de Figaro, La Périchole
- L'Éventail
- Macadam Tropique
- Hello Marilyn
- Les Fourberies de Scapin, mis en scène par Francis Perrin
- Tartuffe
- Le Moine, mis en scène par Philippe Granarolo
- Ah Dieu ! que la guerre est jolie, mis en scène par R. Vinciguerra